# Ta' Ħaġrat
Els temples Ta' Haġrat a Mġarr, Malta són reconeguts per la Unesco com a Patrimoni de la Humanitat, juntament amb altres temples megalítics. És un dels llocs religiosos més antics del món. El temple més gran de Ta' Ħaġrat data de la fase Ġgantija (3600–3200 aC) i el més petit data de la fase Saflieni (3300–3000 aC).
Ta' Ħaġrat es troba als afores de Mġarr, aproximadament a un quilòmetre dels temples Skorba. La façana de Ta' Ħaġrat té característiques similars a les del complex Skorba.
El lloc va ser excavat entre 1923 i 1926 sota la direcció de Temi Zammit. Altres excavacions es van dur a terme el 1953. L'arqueòleg britànic David Trump va datar amb exactitud el complex en els anys 1960.
Parts de la façana i la porta van ser reconstruïts el 1937.